# 陸杲 (南朝)
陸杲（459年—532年），字明霞，吳郡吳縣（今江苏省苏州市）人，南齊、南梁官員。劉宋輔國將軍、益州刺史陸徽之孫，揚州中從事陸叡之子。

## 生平
陸杲年少好學，工於書畫，舅舅張融有名聲，二人的風度舉止類近，當時的人說：「太陽下只有舅舅與外甥最相似。」陸杲自南齊中軍法曹行參軍起家，歷任太子舍人、衛軍王儉主簿，遷任尚書殿中曹郎。拜任當天，八座丞郎到上省交禮，但他遲到，因此被免官。後來他出任司徒竟陵王蕭子良的外兵參軍，遷官征虜將軍宜都王蕭鏗的功曹史、驃騎將軍晉安王蕭寶義的諮議參軍和司徒從事中郎。南梁建立，陸杲被任命為驃騎記室參軍，轉相國西曹掾。天監元年（502年），除授撫軍長史，因母親去世去職。服喪完畢後，拜授建威將軍、中軍將軍臨川王蕭宏的諮議參軍，不久改任黃門侍郎和右將軍安成王蕭秀的長史。天監五年（506年），出任御史中丞。
陸杲個性剛直，沒有顧慮。山陰縣令虞肩在任期間貪污數百萬，陸杲上奏請求懲處。中書舍人黃睦之向陸杲求情，被他拒絕。梁武帝蕭衍聽說後詢問陸杲是否有此事，陸杲回答有此事。梁武帝再問：「你認識黃睦之嗎？」陸杲說不認識，於是武帝指著他身旁的黃睦之說：「他在這裡。」陸杲罵黃睦之：「你這個小人，居然為罪人到南司求情！」黃睦之大驚失色。領軍將軍張稷是陸杲的堂舅舅，陸杲曾因公事彈劾張稷，張稷因在宴會中告訴梁武帝：「陸杲是我的親戚，因為小事彈劾我，不寬免我。」梁武帝回應：「陸杲做他的份內事而已，你怎可以不滿意！」他在御史臺任職期間，號稱不畏權貴。
天監六年（507年），改任秘書監，很快就擔任太子中庶子、光祿卿。天監八年（509年），出任義興太守，在郡期間寬厚慈惠，得民眾稱頌。回朝後轉任司空臨川王蕭宏的長史、領揚州大中正。天監十四年（515年），遷官通直散騎侍郎，不久轉遷散騎常侍，仍為中正。天監十五年（516年）遷司徒左長史，到天監十六年（517年）入朝擔任左民尚書，改任太常卿。普通二年（521年），出任仁威將軍、臨川內史。到普通五年（524年）入朝授金紫光祿大夫，再次領任揚州大中正。中大通元年（529年）加特進，仍為中正。
中大通四年八月丙子（532年9月29日）逝世，虛歲七十四，諡質子。
陸杲信奉佛教，精於持戒甚精，著有《沙門傳》三十卷。

## 引用
1. 1 2  《梁書·卷二十六·列傳第二十》：陸杲字明霞，吳郡吳人。祖徽，宋輔國將軍、益州刺史。父叡，揚州治中。
2. 1 2  《南史·卷四十八·列傳第三十八》：陸杲字明霞，吳郡吳人也。祖徽字休猷，宋補建康令……為益州刺史……父叡，揚州中從事。
3. ↑  《梁書·卷二十六·列傳第二十》：杲少好學，工書畫，舅張融有高名，杲風韻舉動，頗類於融，時稱之曰：「無對日下，惟舅與甥。」起家齊中軍法曹行參軍，太子舍人，衛軍王儉主簿。遷尚書殿中曹郎，拜日，八座丞郎並到上省交禮，而杲至晚，不及時刻，坐免官。久之，以爲司徒竟陵王外兵參軍，遷征虜宜都王功曹史，驃騎晉安王諮議參軍，司徒從事中郎。梁臺建，以爲驃騎記室參軍，遷相國西曹掾。天監元年，除撫軍長史，母憂去職。服闋，拜建威將軍、中軍臨川王諮議參軍，尋遷黃門侍郎，右軍安成王長史。五年，遷御史中丞。
4. ↑  《南史·卷四十八·列傳第三十八》：杲少好學，工書畫，舅張融有高名，杲風韻舉止頗類，時稱曰。「無對日下，唯舅與甥」。為尚書殿中曹郎，拜日，八座丞郎並到上省交禮，而杲至晚，不及時刻，坐免官。後為司徒從事中郎。梁臺建，為相國西曹掾。天監五年，位御史中丞。
5. ↑  《梁書·卷二十六·列傳第二十》：杲性婞直，無所顧望。山陰令虞肩在任，贓污數百萬，杲奏收治。中書舍人黃睦之以肩事託杲，杲不答。高祖聞之，以問杲，杲答曰「有之」。高祖曰：「卿識睦之不？」杲答曰：「臣不識其人。」時睦之在御側，上指示杲曰：「此人是也。」杲謂睦之曰：「君小人，何敢以罪人屬南司？」睦之失色。領軍將軍張稷，是杲從舅，杲嘗以公事彈稷，稷因侍宴訴高祖曰：「陸杲是臣通親，小事彈臣不貸。」高祖曰：「杲職司其事，卿何得爲嫌！」杲在臺，號稱不畏強禦。
6. ↑  《南史·卷四十八·列傳第三十八》：性婞直，無所顧望。時山陰令虞肩在任贓汙數百萬，杲奏收劾之。中書舍人黃睦之以肩事托杲，杲不答。梁武聞之以問杲，杲答曰：「有之。」帝曰：「識睦之不？」答曰：「臣不識其人。」時睦之在御側，上指示曰：「此人是也。」杲謂曰：「君小人，何敢以罪人屬南司。」睦之失色。領軍將軍張稷是杲從舅，杲嘗以公事彈稷，稷因侍宴訴帝曰：「陸杲是臣親通，小事彈臣不貸。」帝曰：「杲職司其事，卿何得為嫌。」杲在台，號不畏強御。
7. ↑  《梁書·武帝紀下》：八月丙子，特進陸杲卒。
8. 1 2  《梁書·卷二十六·列傳第二十》：六年，遷秘書監，頃之爲太子中庶子、光祿卿。八年，出爲義興太守，在郡寬惠，爲民下所稱。還爲司空臨川王長史、領揚州大中正。十四年，遷通直散騎侍郎，俄遷散騎常侍，中正如故。十五年，遷司徒左長史。十六年，入爲左民尚書，遷太常卿。普通二年，出爲仁威將軍、臨川內史。五年，入爲金紫光祿大夫，又領揚州大中正。中大通元年，加特進，中正如故。四年，卒，時年七十四。諡曰質子。杲素信佛法，持戒甚精，著《沙門傳》三十卷。
9. 1 2  《南史·卷四十八·列傳第三十八》：為義興太守，在郡寬惠，為下所稱。歷左戶尚書，太常卿。出為臨川內史，將發，辭武帝，於坐通啟，求募部曲。帝問何不付所由呈聞。杲答所由不為受。帝頗怪之，以其臨路不咎問。後入為金紫光祿大夫、特進。卒，諡質子。杲素信佛法，持戒甚精，著沙門傳三十卷。

## 延伸阅读
[在维基数据编辑]
 《梁書·卷26》，出自姚思廉《梁書》
 《南史·卷48》，出自李延壽《南史》